# فلافيا أوليفيرا
فلافيا أوليفيرا (بالبرتغالية: Flávia Oliveira‏) هي دراجة برازيلية، ولدت في 27 أكتوبر 1981 في ريو دي جانيرو في البرازيل.

## وصلات خارجية
- فلافيا أوليفيرا على موقع الاتحاد الدولي للدراجات (الإنجليزية)
- فلافيا أوليفيرا على موقع أرشيف الدراجات (الإنجليزية)
- فلافيا أوليفيرا على موقع إحصائيات الدراجات الإحترافية (الإنجليزية)
- فلافيا أوليفيرا على موقع نسبة الدراجات (الإنجليزية)
- فلافيا أوليفيرا على موقع أوليمبيديا (الإنجليزية)
- فلافيا أوليفيرا على موقع اللجنة الأولمبية البرازيلية (البرتغالية)